# Грб Земуна
У последње време, у употреби се смењују различите стилизације грба Земуна. Штит им је по елементима заједнички и представља традиционални грб Земуна. У октобру 2009. године, поново је враћен грб са чуварима тј. витезовима, који је био актуелан и у периоду 2004-2005. Ово је један од примера непознавања хералдике у пракси. Локалне власти често идентификују симболе са одређеном политичком партијом, уместо са територијом и становништвом територијалне јединице, па тако долази до честе промене симбола.

## Описгрба
Традиционални грб Земуна, као једно од првих обележја, настао je 1884. године и како хералдичари тврде, грб градске општине Земун има четвороугласти штит плаве боје; на подножју штита је зелени тробрег из којег расте зелено крошњасто стабло; с десне стране стабла лежи (одмара) јелен у природној боји, окренут према стаблу; с леве стране стабла стоји усправан златан лав, који у подигнутој десници држи сребрну сабљу (кривошију); изнад штита је златна зидна круна са 5 шиљака. Грб почива на ленти плаве боје, на којој је исписано ћириличним златним словима: Земун. Међутим, велики грб је измењен 2005. године, а измене се огледају у промени чувара грба (уместо златних лавова, на новом грбу су витезови са штитовима са белим крстом и оцилима), уместо старог мотоа на ленти: Одувек-Земун-заувек, на новом је име општине. Такође, постамент састављен од зеленог и плавог поља одвојеног белом вијугавом линијом на новом грбу је изостављен.

### Књиге и научни чланци
- Ацовић, Драгомир М. (2000). Грбови града Београда. Београд: Српска књижевна задруга.
- Ацовић, Драгомир М. (2008). Хералдика и Срби. Београд: Завод за уџбенике.  152135692
- Поповић, Марко (1997). Хералдички симболи на београдским јавним здањима. Београд: БМГ (Библиотека Баштина).  129791495

### Правна регулатива
- „Статут градске општине Земун (пречишћен текст)” (PDF). Службени лист града Београда 43/13. 30. 9. 2013. стр. 1—15.